# Площадь Никитина
Площадь Никитина (ранее Никитинская площадь) — площадь в центральном районе Воронежа. Её  пересекают проспект Революции, улица Карла Маркса и от неё начинается Пушкинская улица.

## История
Площадь показана на плане 1822 года. Тогда она называлась площадью Солнечных часов. Это название связано с тем, что в центре её, на возвышении, были установлены солнечные часы. В 1875 году часы были демонтированы, и площадь стала называться Театральной. 
Названа в честь известного воронежского поэта — Ивана Никитина. На площади в 1911 году был установлен памятник поэту по проекту скульптора И. А. Шуклина.
В настоящее время на площади располагается кинотеатр «Пролетарий», магазины, кафе-бары и рестораны. В 2007—2008 годах при проведении реконструкции пешеходной зоны по улице Карла Маркса на площади были разбиты клумбы, уложена тротуарная плитка, поставлено ограждение.

## Застройка
- Проспект Революции, 58 — здание, которое находится на перекрестке проспекта Революции и улицы Пушкинской, по форме напоминает утюг. Среди жителей города дом называется «Утюжок»[3].
- Драматический театр
- Здание Госбанка
- Кинотеатр «Пролетарий»

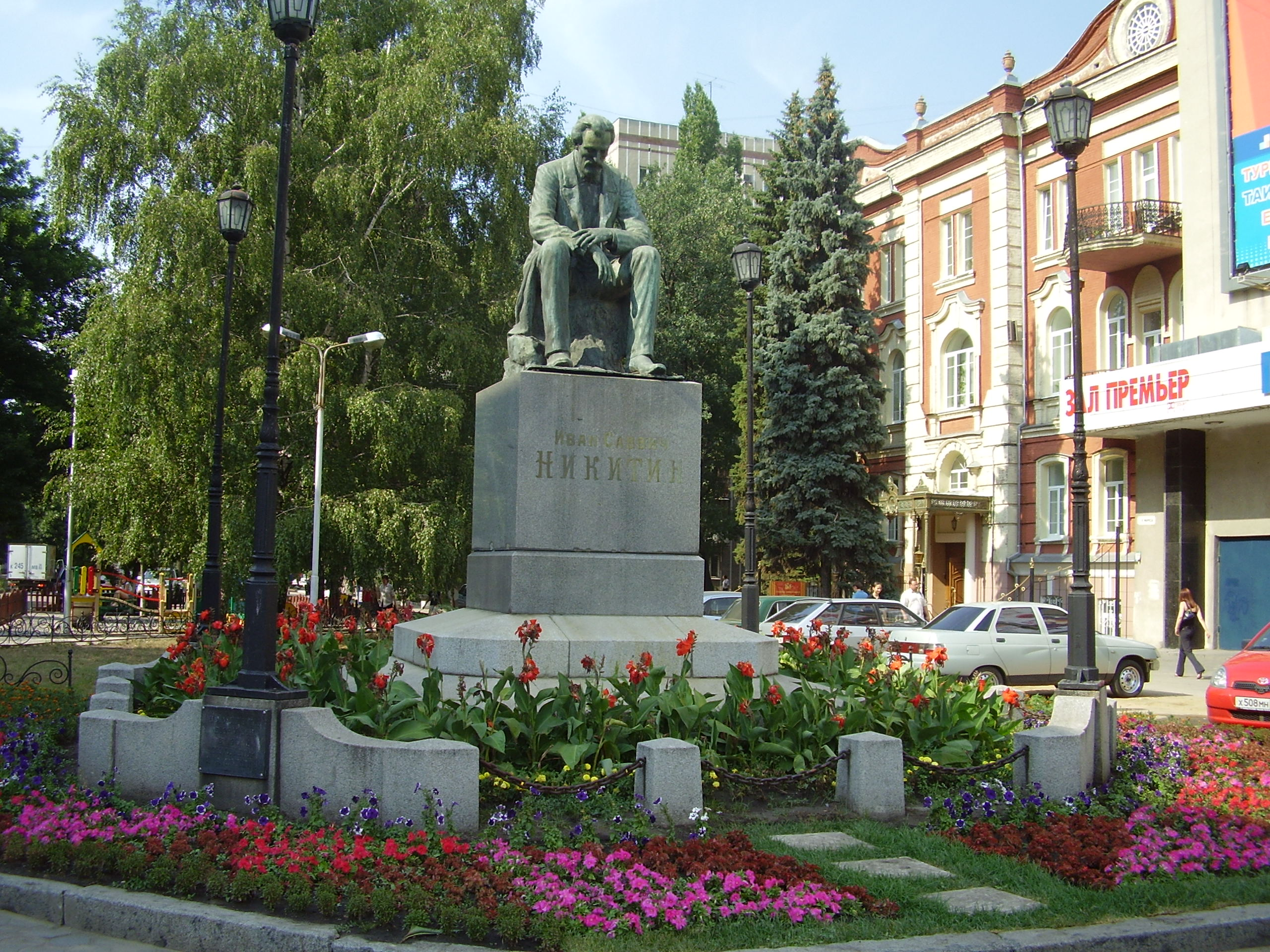
Памятник Ивану Никитину
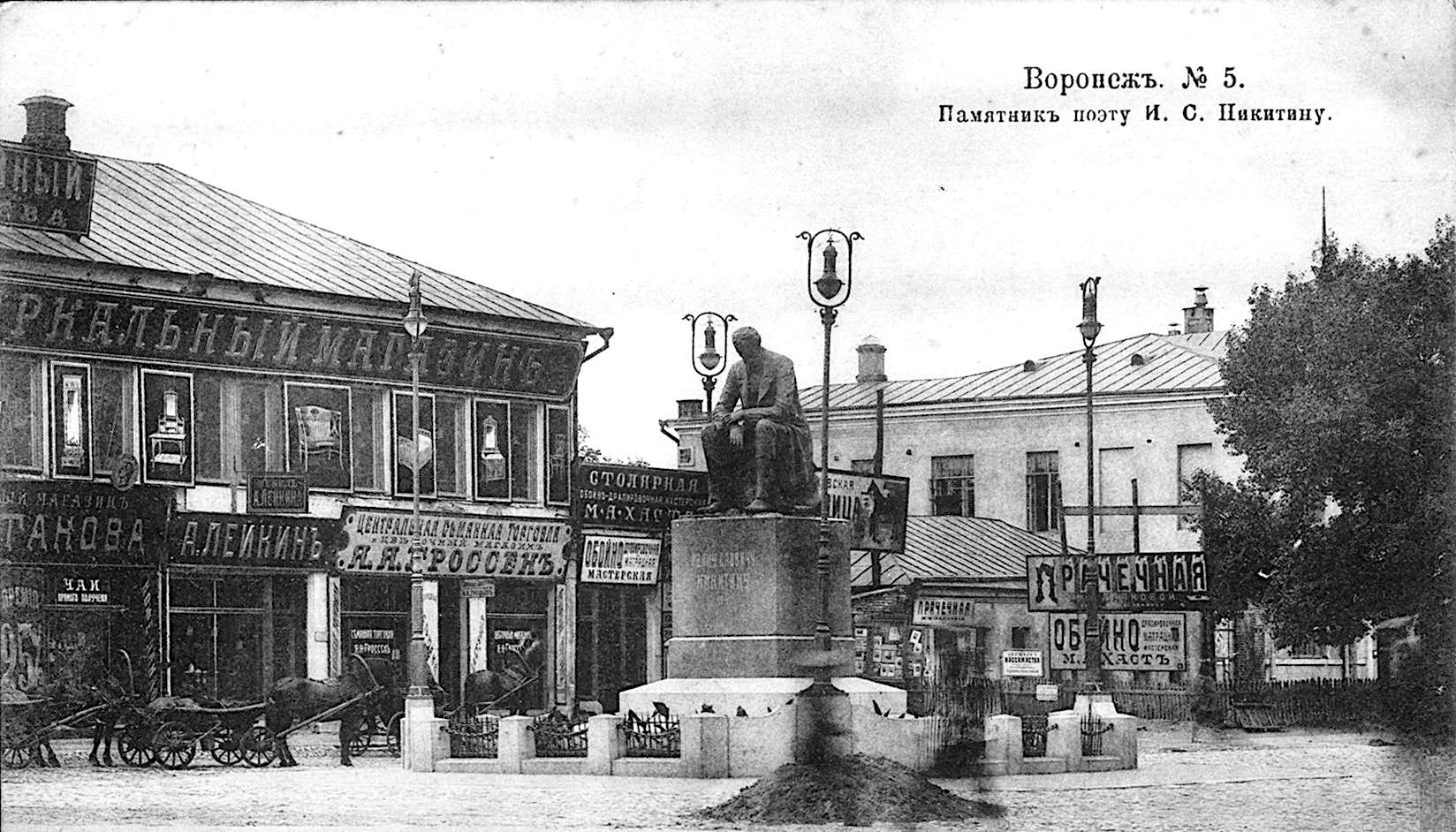
Площадь Никитина в 1910-е